# Protein-S-Mangel
Protein-S-Mangel ist eine angeborene oder erworbene Bluterkrankung mit einem deutlich erhöhten Risiko von Beinvenenthrombosen.

## Beschreibung

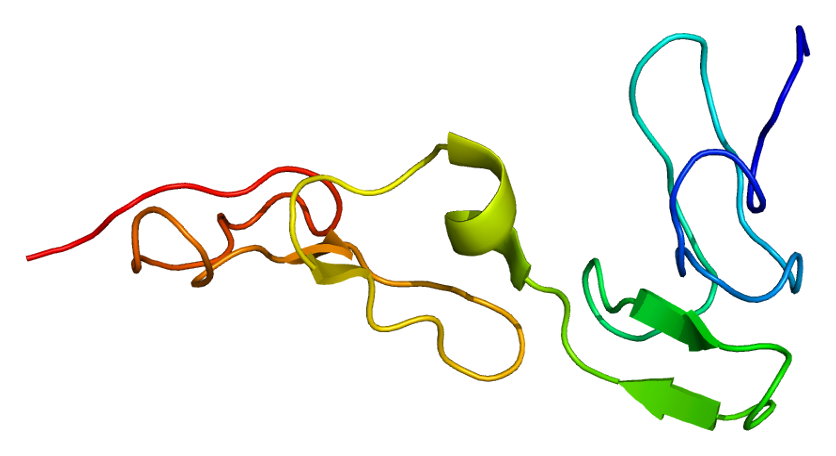
Struktur des Proteins PROS1

Freies Protein S befindet sich im menschlichen Blutplasma und ist ein körpereigenes, Vitamin-K-abhängiges Antikoagulans, das als ein nicht-enzymatischer Cofaktor in der Proteolyse von Faktor Va und Blutgerinnungsfaktor VIIIa das Protein C aktiviert. Ein Protein-S-Mangel führt zu einer verminderten Inaktivierung der Gerinnungsfaktoren Va und VIIIa und somit einer erhöhten Neigung zu venösen Thrombosen.
Protein-S-Mangel kann zu einer disseminierten intravasalen Koagulopathie, zu einer tiefen Beinvenenthrombose oder zu einer Lungenembolie führen.

## Ursachen
Ist die Ursache des Protein-S-Mangels ein Gendefekt, besteht für Verwandte ersten Grades unabhängig vom Geschlecht eine fünfzigprozentige Wahrscheinlichkeit der Vererbung.
Ein Protein-S-Mangel kann auch durch Vitamin-K-Mangel, die Einnahme von Vitamin-K-Antagonisten oder Ovulationshemmern, chronische Infektionen oder Lebererkrankungen erworben werden. Ferner kommen auch eine Entzündung, eine Sepsis, eine Verbrennung, ein Polytrauma oder eine große Operation als Ursache in Frage.
Sehr selten kann ein Mangel im Rahmen eines Syndromes vorkommen: Hereditärer kombinierter Mangel an Vitamin-K-abhängigen Gerinnungsfaktoren.

## Behandlung
Nachdem eine Thrombose aufgetreten ist, wird eine Rezidivprophylaxe mit Vitamin-K-Antagonisten oder mit direkten oralen Antikoagulantien (DOAK) durchgeführt.

## Klassifikation
Es wird zwischen drei Typen des angeborenen Protein-S-Mangels unterschieden:
- Typ I: Verminderte Protein-S-Aktivität mit vermindertem Gesamt-Protein-S und vermindertem freien Protein S
- Typ II: Verminderte Protein-S-Aktivität mit normalem Gesamt-Protein-S und normalem freien Protein S
- Typ III: Verminderte Protein-S-Aktivität mit normalem Gesamt-Protein-S und vermindertem freien Protein S